# Тоётоми
Тоётоми (яп. 豊富町 Тоётоми-тё:) — посёлок в Японии, находящийся в уезде Тесио округа Соя губернаторства Хоккайдо. Площадь посёлка составляет 520,67 км², население — 4186 человек (30 июня 2014), плотность населения — 8,04 чел./км².

## Географическое положение
Посёлок расположен на острове Хоккайдо в губернаторстве Хоккайдо. С ним граничат город Вакканай, посёлок Хоронобе и село Саруфуцу.

## Население
Население посёлка составляет 4186 человек (30 июня 2014), а плотность — 8,04 чел./км². Изменение численности населения с 1980 по 2005 годы:
| 1980 | 6723 чел. |  |
| 1985 | 6314 чел. |  |
| 1990 | 5947 чел. |  |
| 1995 | 5504 чел. |  |
| 2000 | 5220 чел. |  |
| 2005 | 4850 чел. |  |